# Enrique Gato
Enrique Gato (né le 26 avril 1977 à Valladolid en Espagne) est un cinéaste espagnol spécialisé dans l'animation. Il a également travaillé dans le domaine du jeu vidéo.

## Biographie
Enrique Gato naît en 1977 à Valladolid en Espagne. 
En 2006, Enrique Gato réalise un premier court métrage animé en images de synthèse, Tadeo Jones, à l'occasion duquel il crée le personnage du même nom, un antihéros parodiant Indiana Jones. Tadeo Jones remporte le Prix Goya du meilleur court métrage d'animation la même année. En 2007, Enrique Gato réalise un second court métrage employant la même technique, Tadeo Jones y el sótano maldito (Tadeo Jones et le sous-sol maudit), qui met de nouveau en scène Tadeo Jones en lui donnant plus de profondeur. Le court métrage remporte le Prix Goya du meilleur court métrage d'animation en 2008 ainsi que le Prix du festival lors de la Semaine du cinéma espagnol de Murcia en Espagne. 
En 2012, Gato achève un long métrage en images de synthèse et en relief mettant à nouveau en scène Tadeo Jones : Las Aventuras de Tadeo Jones, qui sort en France l'année suivante sous le titre Tad l'explorateur : À la recherche de la cité perdue. Le film est un succès critique et commercial en Espagne, où il vaut à Gato en 2013 le Prix Goya de la meilleure révélation de réalisation (Mejor Director Novel) et remporte le Prix Gaudí du meilleur film d'animation la même année. 
En février 2013, Enrique Gato endosse à nouveau le rôle de réalisateur pour un deuxième long métrage en images de synthèse produit par les mêmes studios que Las Aventuras de Tadeo Jones.

## Filmographie
- 2006 : Tadeo Jones (court métrage ; réalisateur, scénariste, producteur)
- 2007 : Tadeo Jones y el sótano maldito (court métrage ; réalisateur, scénariste, monteur)
- 2012 : Tad l'explorateur : À la recherche de la cité perdue (Las aventuras de Tadeo Jones) (réalisateur, animateur)
- 2012 : ' La mano de Nefertiti (court métrage, producteur exécutif)
- 2015 : Objectif Lune[4] (réalisateur)
- 2017 : Tad et le Secret du roi Midas (Tadeo Jones 2: El secreto del rey Midas)
- 2022 : Tad l'explorateur et la table d'émeraude (Tadeo Jones 3: La tabla esmeralda)

## Jeux vidéo
- 2003 : Commandos : Destination Berlin, Pyro Studios (animateur additionnel, cinématique d'introduction)
- 2005 : Praetorians, Pyro Studios (animateur, cinématique d'introduction)